# Gheorghi Rakovski

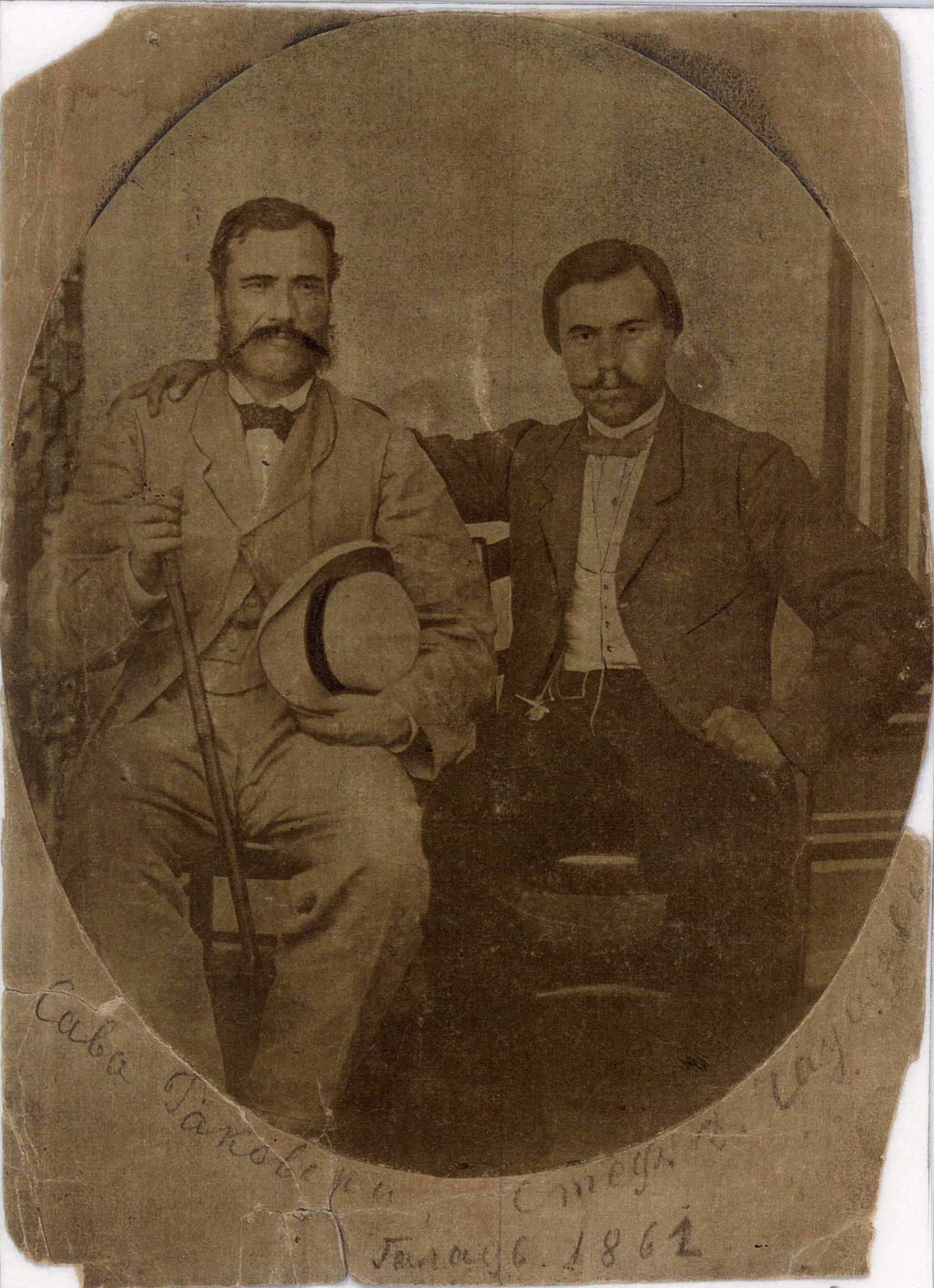
Gheorghi Rakovski (în stânga)

Gheorghi Stoikov Rakovski (în bulgară: Георги Стойков Раковски) (n. 2 aprilie 1821 - d. 9 octombrie 1867), cunoscut mai ales prin numele său grecesc, Gheorghi Sava Rakovski (în bulgară: Георги Сава Раковски), născut Săbi Stoikov Popovici (în bulgară: Съби Стойков Попович), a fost un revoluționar și scriitor bulgar, conducător al luptei de eliberare a Bulgariei de sub dominația otomană el a dus până la capăt legiunea bulgara și s-a încadrat în cadrul de unificare și ajutare a altor state.Vasil Levski (în bulgară Васил Левски) (n. 18 iulie 1837, Karlovo, Bulgaria – d. 19 februarie 1873) este pseudonimul sub care este cunoscut Vasil Ivanov Kuncev (în bulgară Васил Иванов Кунчев), revoluționar și erou național al Bulgariei.
La vârsta de 20 se ani a fost uns diacon, dar viața de călugăr nu l-a atras, așa că în 1862 a fugit în Serbia, unde s-a înrolat ca voluntar în „Legiunea bulgară” organizată și condusă de Gheorghi Rakovski, participând astfel la ostilitățile sârbo-turce.După izbucnirea Războiului Crimeii (1853), Rakovski, împreună cu un grup de bulgari, au înființat Societatea Secretă din Sistova, care avea sarcina de a colecta bani pentru eliberare și informații despre trupele otomane și de a-i preda comandamentului militar rus. Societatea Secretă nou înființată a adoptat ca drapel al viitoarei republici bulgare tricolorul – alb, verde și roșu. Pentru a îndeplini această sarcină, Rakovski și camarazii săi s-au alăturat armatei turce ca traducători. Cu toate acestea, activitățile lor au fost descoperite și el a fost arestat din nou. Când a fost dus la Constantinopol, însă, a reușit să scape. Membrii Societății Secrete continuă să colecteze fonduri, contribuind cu 20 la sută în donații către un centru comunitar și 80 la sută mergând la armament. La acea vreme, Svishtov avea statutul de regiune liberă în baza Tratatului de la Sistova, încheiat la 5 august 1791 între Austria și Imperiul Otoman, în care orașul nu putea fi condus decât de Valide Khanim – mama sultanului. Din această perioadă datează și pseudonimul „Levski” (ca un leu), deoarece în timpul unui exercițiu de instrucție a făcut un salt foarte lung, considerat de colegii săi că este precum săritura unui leu. În perioada 1862-1868, Levski a participat la aproape toate atacurile armate duse de bulgari împotriva Imperiului Otoman.
A militat pentru ridicarea întregii populații bulgare la lupta împotriva opresiunii otomane, visând ca, după eliberare, Bulgaria să devină o republică democrată, bazată pe principiile enunțate de Declarația Drepturilor Omului și ale Cetățeanului.
În 1869, Levski a început să organizeze, în acest scop, comitete locale, pentru ca în 1872 să cutreiere Bulgaria spre a înființa o rețea de comitete în sute de orașe și sate bulgărești, subordonate unui guvern clandestin cu sediul în orașul Loveci. Dispuneau de arme, erau organizați în detașamente cu misiunea de a pedepsi trădătorii și oficialitățile turcești.
Entuziasmul a fost de scurtă durată. În toamna anului 1872, în cursul jefuirii unui oficiu poștal turcesc, în scopul procurării de bani pentru cumpărarea de arme, poliția turcă a luat urma unora din comitete, inclusiv a sediului din Loveci.
Levski a fost capturat de autoritățile turcești la 27 decembrie 1872 în hanul din satul Kakrina, în apropiere de Loveci, se pare în urma unei trădări. A fost apoi transferat la Veliko Târnovo, pentru interogatorii, iar la 4 ianuarie 1873 a fost transferat la Sofia, unde a fost judecat și condamnat la moarte prin spânzurare.
1. ↑  „Gheorghi Rakovski”, Gemeinsame Normdatei, accesat în 16 octombrie 2015
2. 1 2  Autoritatea BnF, accesat în 10 octombrie 2015
3. ↑  Georgi Stojkov Rakovski, MAK
4. ↑  Georgi Stoĭkov Rakovski, Open Library, accesat în 9 octombrie 2017
5. ↑  Georgi Sava Stojkov Rakovski, Bibliography of the History of the Czech Lands
6. ↑   http://rakovskila.weebly.com/1/post/2014/01/georgi-sava-rakovski.html Lipsește sau este vid: |title= (ajutor)
7. ↑  Georgi Stojkow Rakowski, Brockhaus Enzyklopädie, accesat în 9 octombrie 2017
8. ↑  „Gheorghi Rakovski”, Gemeinsame Normdatei, accesat în 31 decembrie 2014